# Марія Коріна Мачадо
Марія Коріна Мачадо (ісп. María Corina Machado Parisca; нар. 7 жовтня 1967, Каракас) — венесуельський політик. Засновник, колишній віце-президент і екс-президент Венесуельської волонтерської громадянської організації Súmate, разом з Алехандро Плазом. Член Національної асамблеї Венесуели з 2010 по 2014.